# كلية أوستفولد الجامعية
كلية أوستفولد الجامعية (بالنرويجية: Høgskolen i Østfold)‏ واختصاراً HiØ - هي جامعة حكومية في النرويج، وتحديداً في مقاطعة أوستفولد. يقع حرمها الجامعي في مدينتي فردريكستاد وهالدن، وبها حوالي 7000 طالب و550 موظفاً (اعتباراً من 2017). تأسست عام 1994 نتيجة دمج خمس كليات حكومية في هالدن وساربسبورغ وفريدريكستاد.
تُوفّر أكثر من 60 برنامجاً دراسياً، تتراوح بين درجات البكالوريوس والماجستير وعدد محدود من تخصصات الدكتوراه .

## الكليات
تضم كلية أوستفولد الجامعية الكليات التالية:
- كلية الأعمال والعلوم الاجتماعية واللغات الأجنبية
- كلية علوم الحاسوب
- كلية التربية
- كلية الهندسة
- كلية الصحة والدراسات الاجتماعية
- أكاديمية المسرح النرويجية

## روابط خارجية
- كلية أوستفولد الجامعية (الصفحة الرئيسية)